# Torre del Reloj de Hokitika
La Torre del Reloj de Hokitika, inicialmente llamada Westland War Memorial y luego Coronation and War Memorial, es un hito prominente en Hokitika (Nueva Zelanda). El monumento fue iniciado, recaudado y realizado por un comité para conmemorar la contribución de la región a la segunda guerra bóer; no solo los cuatro hombres locales que habían muerto, sino los 130 que habían ido a la guerra en Sudáfrica. Un propósito adicional fue proporcionar a Hokitika un reloj de ciudad.
El impulsor de la iniciativa fue Henry Michel, el alcalde de Hokitika en ese momento. Una vez que comenzó la recaudación de fondos, se anunció la próxima coronación de Eduardo VII y se designó la torre para conmemorar también esa ocasión. El ex residente de Hokitika y luego primer ministro del país, Richard Seddon, brindó su apoyo, colocó la primera piedra y pronunció el discurso principal en la inauguración del monumento, unos 17 meses después, en junio de 1903. La esposa de Seddon fue una importante recaudadora de fondos en Wellington para el proyecto, recaudando el 7% del costo, y se le pidió que inaugurara la torre. El trabajo fue realizado por un albañil en Auckland especializado en escultura monumental, con todos los componentes producidos en su taller de Auckland y luego enviados para ensamblarlos en el sitio. El reloj de la ciudad de cuatro caras fue pedido desde Inglaterra e instalado por otro Aucklander.
El monumento se encuentra dentro de una rotonda en la carretera principal hacia Hokitika y prácticamente no ha cambiado, aparte de que la valla de hierro cuadrada que inicialmente rodeaba la torre fue reemplazada por un bordillo de hormigón circular mucho más grande. Desde 1989, la torre ha estado en el registro del patrimonio nacional.

## Historia
Hokitika se encuentra en la costa oeste de la Isla Sur de Nueva Zelanda. El ex residente de Hokitika, primer ministro de Nueva Zelanda y representante del electorado local de Westland, Richard Seddon, acordó que se enviaran tropas a Sudáfrica en septiembre de 1899. Esto fue en apoyo de Gran Bretaña en su creciente conflicto con la República Sudafricana. La segunda guerra bóer estalló el 11 de octubre de 1899 y la región de Westland enviaría 130 hombres para servir en Sudáfrica, cuatro de los cuales morirían.
Se formó un Comité de Celebración de la Paz en Hokitika en junio de 1900 y en su reunión inaugural, se decidió que se debería erigir un monumento, enumerando los nombres de todos los hombres de Westland que fueron a la guerra, y también para conmemorar la paz final. El alcalde del municipio de Hokitika, Henry Michel, fue el impulsor del monumento. En octubre de 1901, se decidió colocar el monumento en el medio de la intersección de las calles Sewell y Weld, e invitar al primer ministro a colocar la primera piedra a principios del próximo año. El sitio seleccionado se había utilizado anteriormente para un monumento a cuatro pioneros de la costa oeste que se ahogaron o fueron asesinados en la década de 1860: George Dobson, Charlton Howitt, Henry Whitcombe y Charles Townsend. Este monumento se había trasladado previamente al cementerio de Hokitika. El ayuntamiento accedió a la solicitud del solar a finales de noviembre de 1901. Al mes siguiente, se realizó un concurso público para el lema del monumento. El comité recibió 40 cartas y el lema elegido fue la frase latina Non sibi sed patriae que significa "No para uno mismo, sino para el país". El lema elegido había sido presentado por Miss Vida Perry y ganó el premio de una guinea (21 chelines) donado por el alcalde.
| Lema                                                                        | Remitente                  | Calificación del comité |
| --------------------------------------------------------------------------- | -------------------------- | ----------------------- |
| Non sibi sed patriae (No por uno mismo, sino por el país.)                  | Miss Vida Perry            | ganadora                |
| Dulce et decorum est pro patria mori (Es dulce y digno morir por la patria) | Lucy Michel, Hokitika      | elogiada                |
| Post cineres gloria venit (La gloria viene después de la muerte.)           | F. H. Rickard, Hokitika    | elogiada                |
| Cada vida tejió un hilo en el cordón carmesí                                | R. W. Greenwood, Greymouth | elogiada                |

El 28 de diciembre de 1901, Seddon envió un telégrafo de que se iría a Greymouth más tarde ese día para pasar una semana en la costa oeste, tiempo durante el cual se podría colocar la primera piedra. El comité respondió que no había tiempo suficiente para prepararse y preferiría esperar hasta su próxima visita programada para el 14 de febrero de 1902.
En su papel de alcalde, Michel pidió a los alcaldes de otros distritos de la costa oeste que también declararan el viernes 14 de febrero de 1902 como día festivo y los alcaldes de los distritos de Brunner, Ross, Greymouth y Kumara lo hicieron. Cuando Seddon llegó a Hokitika, su primera acción oficial fue colocar el primer pilote del puente ferroviario sobre el río Hokitika para que el ferrocarril pudiera extenderse hacia el sur; lo que se conoció como Ross Branch llegaría a Ross en 1909. Inmediatamente después, Seddon colocó la primera piedra de lo que entonces se conocía como el Westland War Memorial. Esto se hizo como una ceremonia masónica completa, con Seddon como Gran Maestro interino en representación de la Gran Logia de Nueva Zelanda. Ambas ceremonias se llevaron a cabo bajo una lluvia torrencial, pero hubo una "asistencia muy grande" por parte de la gente de Westland. Como era habitual en ese momento, se recaudaron fondos para el monumento, y Louisa Jane Seddon (la esposa del primer ministro) había recaudado NZ£ 70 de ex habitantes de la costa oeste que vivían en la capital del país, Wellington.

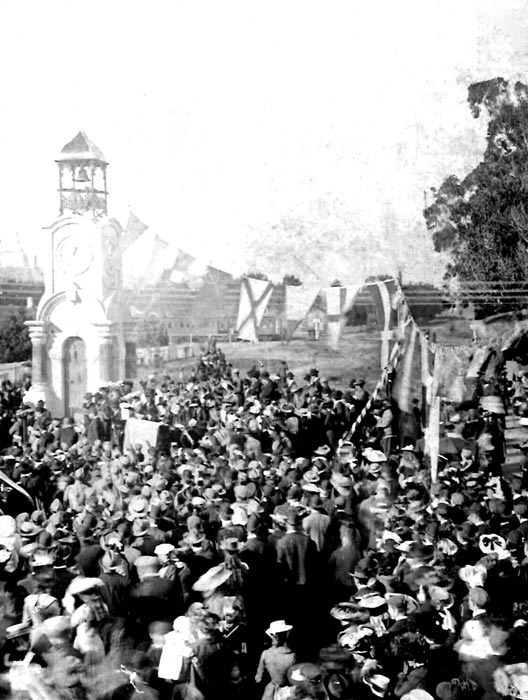
Seddon hablando en la inauguración de la torre el 3 de junio de 1903

Se tardó más de un año en erigir el monumento. Mientras tanto, Eduardo VII tuvo su coronación en agosto de 1902 y se decidió designar también el memorial en honor a este evento. Comparte la doble función de un monumento conmemorativo de la guerra de los bóeres y la conmemoración de la coronación de Eduardo VII con monumentos en Whanganui, Greymouth, Motueka y Ashburton. El otro memorial de Nueva Zelanda que, además, también conmemora la paz, está en Marton. La torre del reloj se inauguró el 3 de junio de 1903 (el cumpleaños de Jorge V del Reino Unido), con un clima perfecto y una multitud de 5000 espectadores; más de 3000 de ellos llegaron en tren. El alcalde del distrito de Hokitika, Michel, habló primero, seguido de la inauguración de la torre del reloj por parte de la esposa de Seddon. El propio Seddon luego se dirigió a la multitud con un largo discurso. Luego pronunciaron breves discursos Arthur Clifton (presidente del condado de Westland), Arthur Guinness (miembro de la Cámara de Representantes del electorado gris), James Holmes (residente de Hokitika y miembro del Consejo Legislativo) y el general de división James Babington (un veterano de la guerra de los bóeres que en ese momento era el Comandante de las Fuerzas Militares de Nueva Zelanda).
El 21 de septiembre de 1989, la Torre del Reloj de Hokitika fue registrada por el Fideicomiso de Lugares Históricos de Nueva Zelanda (desde entonces rebautizado como Patrimonio de Nueva Zelanda) como una estructura patrimonial de Categoría II con el número de registro 5054. Es un hito destacado en la ciudad.

## Construcción y cambios
El contrato para el diseño y la construcción del monumento fue otorgado al albañil William Parkinson de Auckland. La compañía había producido previamente el Trooper's Memorial y el pedestal de granito para la estatua de la Reina Victoria, ambos ubicados en el Albert Park de Auckland. Aunque la primera piedra se colocó en febrero de 1902, no fue hasta julio de ese año que se acordó el diseño final del monumento. El monumento se construyó en Auckland y luego se envió a Hokitika para su instalación. Un reloj de cuatro caras, fabricado por Gillett & Johnston en Croydon, Inglaterra, e instalado por Alfred Bartlett de Auckland, iba a funcionar como el reloj de la ciudad. Combinar la conmemoración de un memorial de guerra con la utilidad de proporcionar un reloj de ciudad es inusual en Nueva Zelanda. No parece haber habido ninguna discusión sobre este doble propósito en Hokitika. Por el contrario, la propuesta de la década de 1950 de agregar un reloj al Invercargill Troopers' Memorial causó una controversia considerable y solo se acordó como un medio práctico para renovar el monumento.
El memorial tiene una base cuadrada de hormigón de 3 m ancho y 0,91 m de alto. El cimiento soporta cuatro basas cuadradas; uno para cada esquina. Dos caras de cada cuadrado miran hacia afuera, y estas ocho caras tienen una placa conmemorativa montada sobre ellas. Una de las tabletas muestra el lema elegido. Las bases cuadradas soportan columnas torneadas y capiteles torneados. Sobre las cuatro columnas, los arcos con clave dan un efecto llamativo. La torre cuadrada sobre los arcos sostiene el reloj, con una piedra circular que rodea cada esfera del reloj. Arcos moldurados rematan la parte de mampostería de la torre. Encima se monta una espadaña, con columnas de hierro, frisos de herrería, cuatro campanas repiqueteando, rematada por una cúpula de cobre con remate decorativo de hierro. Solo otros cuatro monumentos conmemorativos de la guerra de los bóeres en Nueva Zelanda (Granity, Milton, Lawrence y Featherston) tienen una cúpula. A excepción de los pilares, que están hechos de piedra azul, la estructura sobre la base está hecha de piedra Mount Somers/Te Kiekie. Hasta la parte superior del remate, la torre mide 11,4 m.
| view of a memorial tablet              |
| Detalles de los 130 soldados y el lema |

| view of a memorial tablet                 |
| Cuadrado norte con dos tablillas montadas |

| view of a memorial tablet                                          |
| "Para conmemorar el envío de 130 hombres del distrito de Westland" |

El campanario había comenzado a oxidarse y fue reemplazado en 1957. Inicialmente, había un riel de cadena de hierro en la base cuadrada de la zapata. Se quitó el riel de la cadena de hierro y se amplió ligeramente la base para formar un octágono. Posteriormente se agregó un anillo circular más grande que respalda el funcionamiento de la intersección como una rotonda. Este anillo de hormigón fue posteriormente equipado con paisajismo.
| view of a tower                                                   |
| Base cuadrada y alambrada de hierro (foto tomada en 1915 o antes) |

| view of a tower                                 |
| Valla eliminada y base octogonal (foto de 1979) |

| view of a tower                                 |
| Base circular totalmente sellada (foto de 2007) |

| view of a tower                             |
| Base circular con paisajismo (foto de 2016) |